# Ritva Holmberg
Ritva Tuulikki Holmberg, född Kupias 31 maj 1944 i Jyväskylä, död 17 juli 2014 i Helsingfors, var en finländsk skådespelare, teaterregissör, manusförfattare, och dramaturg, som arbetade inom teater och TV. Hon var gift med regissören Kalle Holmberg och skrev manuset till TV-serien Paavo ja Raili tillsammans med Eija Vilpas.
Hon arbetade med både finsk- och svenskspråkig teater och satte bland annat upp ett potpurri av Joel Petterssons pjäser på Åbo svenska teater 1976.

## Teater (urval)

### Regi
| År   | Produktion                                         | Upphovsmän                       | Teater                   |
| ---- | -------------------------------------------------- | -------------------------------- | ------------------------ |
| 1984 | Mäster Olof                                        | August Strindberg                | Riksteatern              |
| 1985 | Peter Pan                                          | Jukka Virtanen och Jukka Linkola |                          |
| 1990 | Kallion kimallus                                   |                                  | Helsingfors stadsteater  |
| 1997 | Skönheten i byn The Beauty Queen of Leenane        | Martin McDonagh                  | Riksteatern              |
| 2002 | Raaka peli                                         |                                  | Esbo teater              |
| 2004 | Pitkäjärveläiset                                   |                                  | Kuopio stadsteater       |
| 2006 | Minna musikaali                                    | Ritva Holmberg                   | Kuopio stadsteater       |
|      | Ihmisiä auringossa Människor i solen               | Jonas Gardell                    | Helsingfors sommarteater |
|      | Riemujen piirakka, musikteater om Veikko Lavis liv | Ritva Holmberg                   |                          |
|      | Piukat paikat Sugar                                |                                  | Helsingfors stadsteater  |
|      | Carmen                                             |                                  | Åbo Svenska Teater       |
|      | Doña Rosita                                        |                                  | Tammerfors teater        |

- Pentinkulman naiset, dramatisering